# Edwardsia sulcata
Edwardsia sulcata is een zeeanemonensoort uit de familie Edwardsiidae.
Edwardsia sulcata is voor het eerst wetenschappelijk beschreven door Verrill in 1864.